# Litigi di cioccolato
Litigi di cioccolato (Wie angelt man sich seine Chefin) è un film del 2007 diretto da Sophie Allet-Coche.

## Trama
Pit Opitz aspira a diventare il proprietario di una fabbrica di cioccolato dove ha lavorato per tanti anni, ma scopre che a prendere il posto del precedente proprietario è una giovane manager appena laureata, Katharina Kessler. Pit, per ripicca, rende difficile la vita del nuovo capo, finendo così per essere licenziato insieme ai suoi colleghi.
Dopo molte peripezie, tra cui la vendita involontaria della fabbrica da parte di Katharina e l'apertura di una nuova ditta privata di cioccolato a cui inizialmente Pit non partecipa, tra i due nasce finalmente un'intesa.